# Façade
Pour les articles homonymes, voir Façade (homonymie).

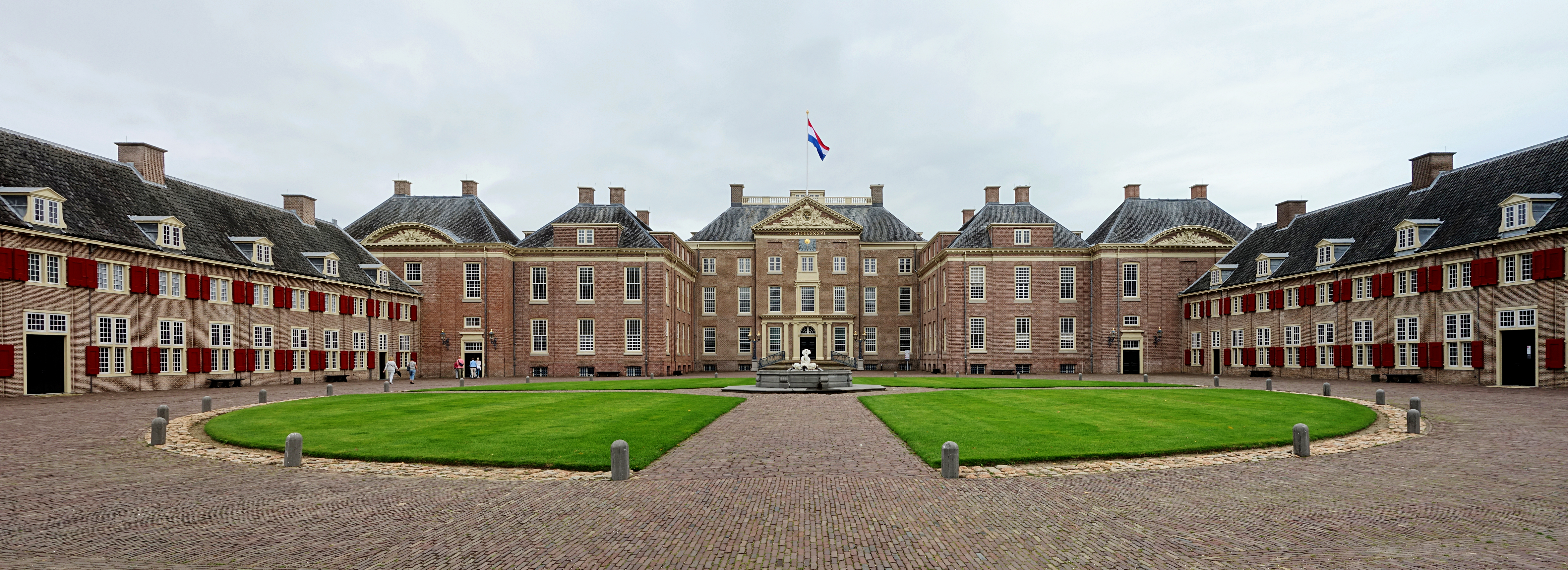
Façade principale du palais Het Loo (Pays-Bas).

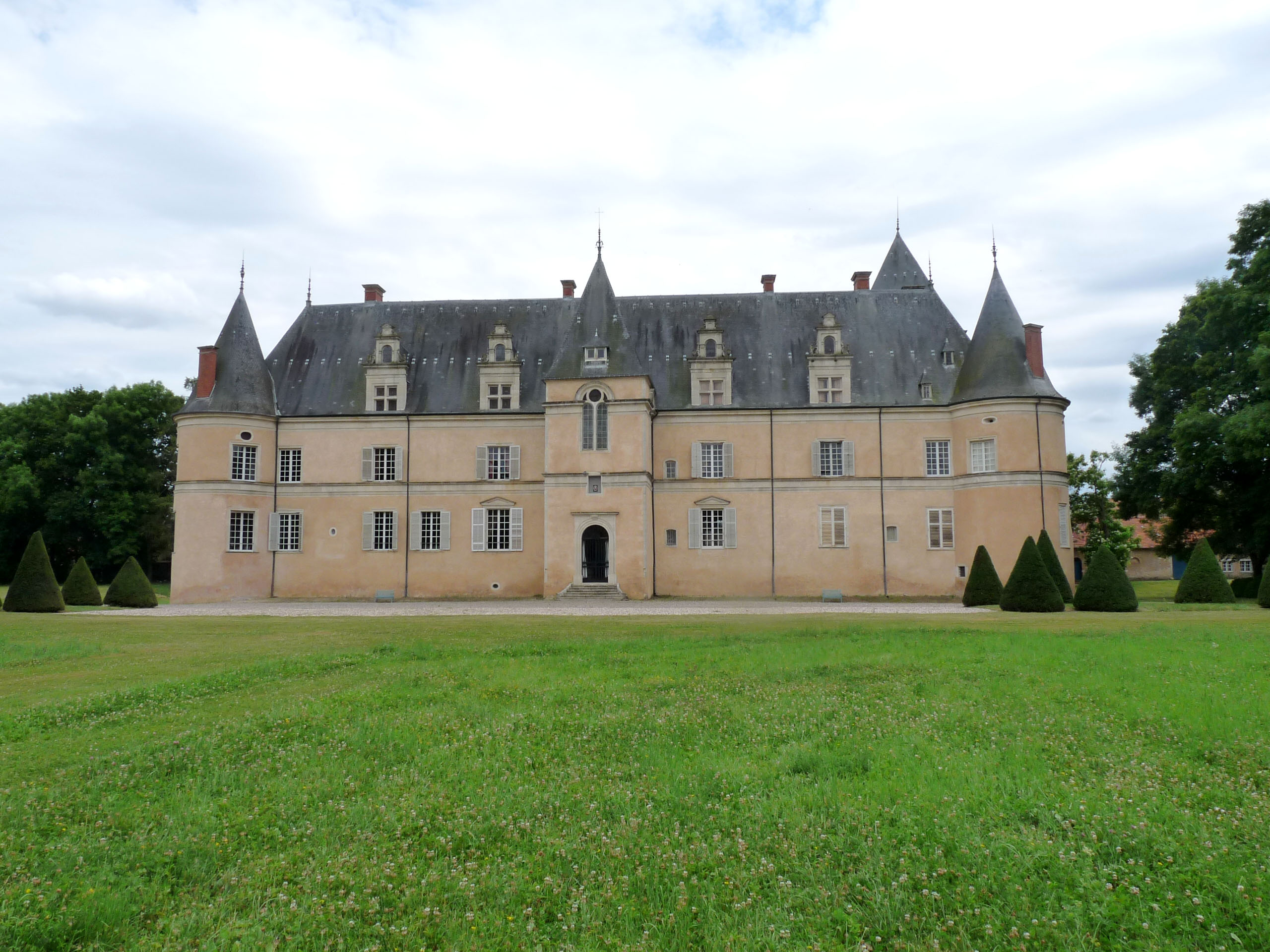
Façade arrière du château de Fléville, en France.

Une façade (terme du XVIIe siècle venant de l’italien facciata) est la face extérieure d’un bâtiment ou un ensemble de faces que l’on voit globalement de l’extérieur suivant un axe perpendiculaire centré, avec un repère cardinal de position de l'observateur ou un repère de situation dans l'environnement immédiat.
De façon contemporaine, et par extension, la terrasse d'un bâtiment peut-être appelée la « 5e façade ».

## Définitions

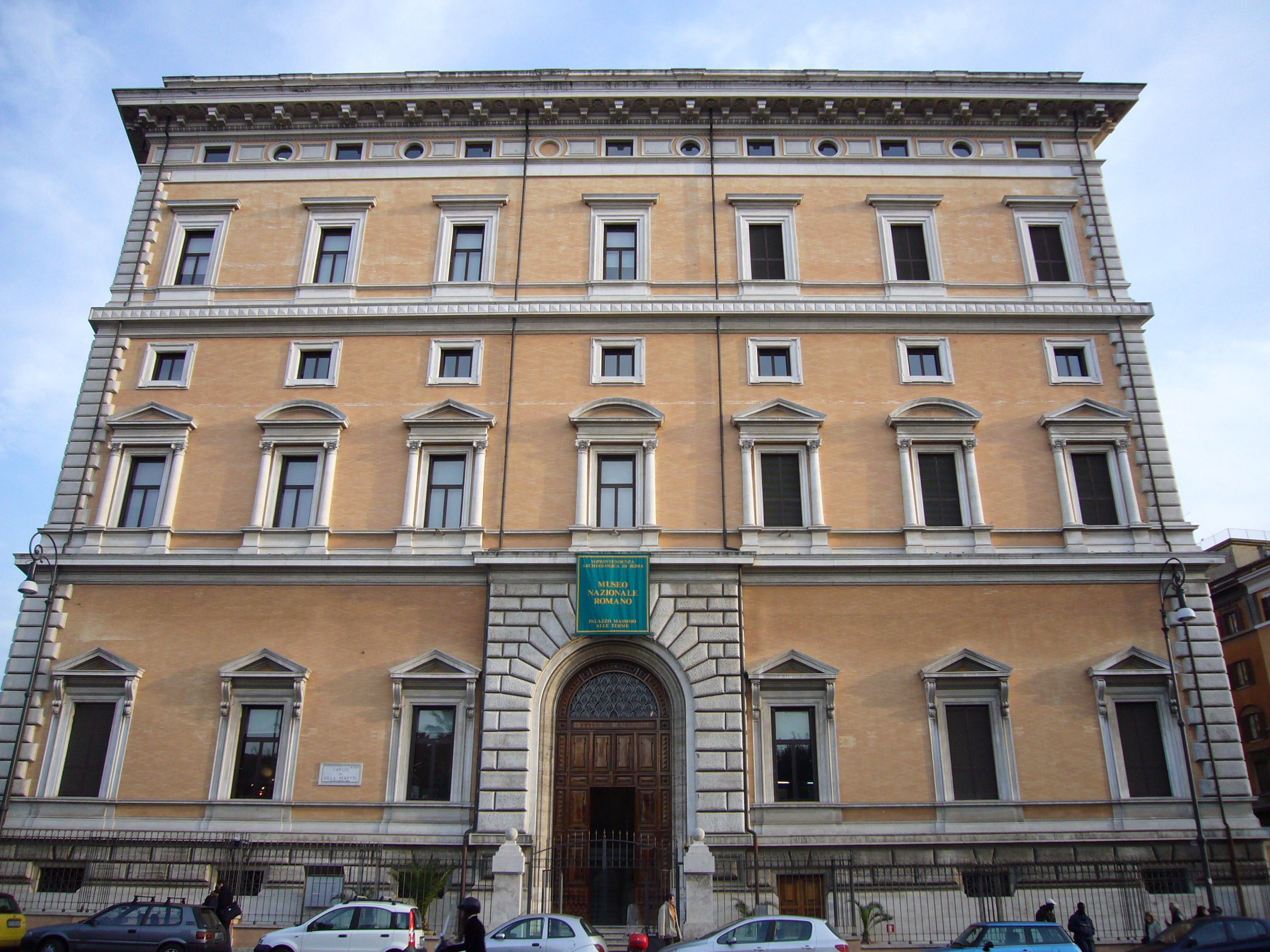
Façade du Palazzo Massimo à Rome.

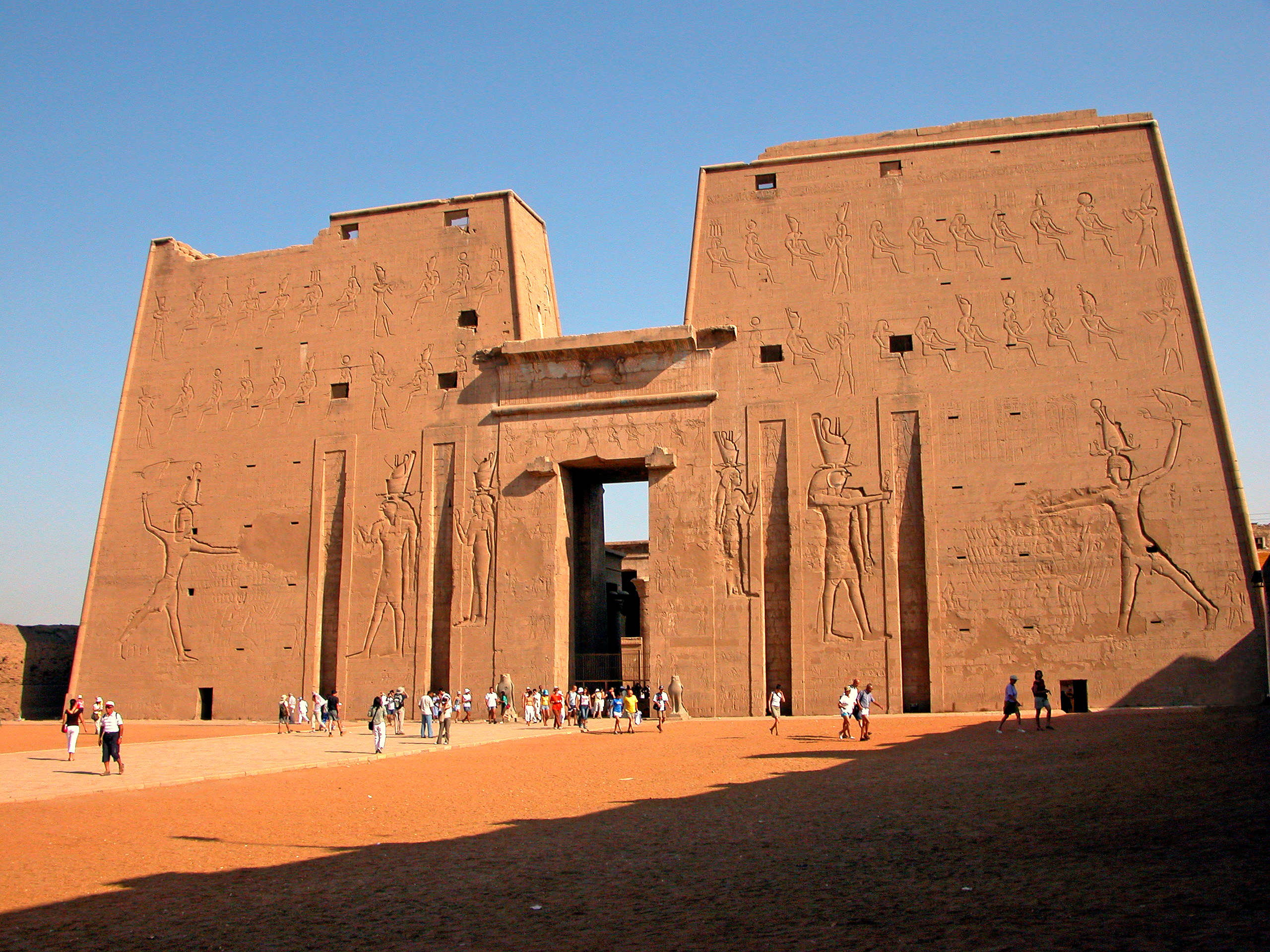
Le pylône d'entrée du temple d'Edfou, façade colossale typique des temples égyptiens anciens.

Le terme frontispice venant du bas latin a été utilisé pour désigner la façade principale, le pignon désigne la façade latérale. Le terme de vue a été équivalent à façade jusqu’au XIXe siècle, on le retrouve dans le vis-à-vis (voulant dire visage à visage, le terme « visage » venant de « voir » en latin). La notion qui concerne une façade face à une autre façade, c'est-à-dire de corps de bâtiment à corps de bâtiment ou d'immeuble à immeuble est apparue à l'époque de la Renaissance avec l'urbanisation de la cité comme modèle d'organisation (voir Cité idéale) :
- est une façade chacune des faces d’un bâtiment présentant une importante étendue, une importance fonctionnelle ou une importance décorative particulière. En définition plus restrictive, certains auteurs considèrent que la façade est la face comportant l’entrée principale, dans la vue prise à proximité de l’édifice depuis un chemin, une rue (même à travers une grille) ;
- est, dans le domaine professionnel, appelé façade ce qui désigne aussi bien la construction réelle que ce qui est du domaine du projet. Ce terme de façade a pris la place du terme plus propre d’« élévation » (la représentation graphique de l'élévation d'un mur). Le terme façade comporte fréquemment une appréciation en jugement de valeur selon les tendances et les époques : la façade est considérée comme élément initial fondamental de la conception par certains tenants de la modénature, comme elle peut être considérée comme élément plutôt superficiel résultat d’ensemble construit pour d’autres réalisateurs structuralistes. De plus le terme est utilisé dans les expressions résumant la structure technique du mur à réaliser : façade lourde, façade légère, qui éloignent le terme de sa restriction à l’aspect de l’édifice.

La partie des murs et autres supports concernés par cette vue depuis l’extérieur fait la plupart du temps l’objet d’une attention particulière de conception et de réalisation pour son aspect rendu, avant même l’apparition à la Renaissance du mot façade. Ce terme propose à nouveau pour un corps de bâtiment une conception anthropomorphique en désuétude avant cette époque par l'effet de la religion en fusion avec la politique de la société. L'idée de base contenue dans le terme est identique à celle de visage pour un corps humain et donnant la physionomie (aspect distinguant l'individu par ses traits de visage), plutôt que l'idée de la structure qui avait été prépondérante au Moyen Âge qui suivait la tendance marquée de se tourner vers l'« essentiel »). Cette différence établit la divergence de notion de façade (entre autres divergences de définitions d'éléments composants dans l'architecture) entre les édifices publics religieux et édifices publics et privés profanes.

### Façade principale ou frontispice

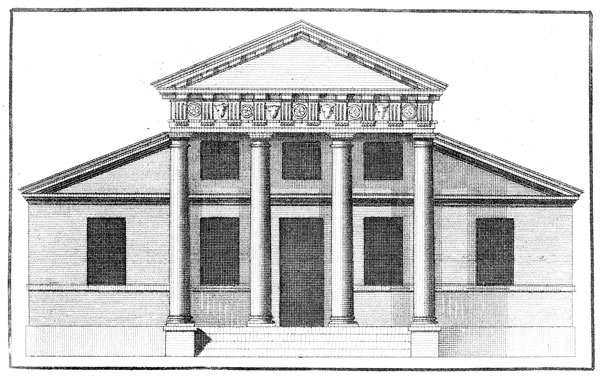
Façade d'une villa selon Palladio.

Façade du bâtiment principal comportant l'entrée, la porte principale.

### Façade arrière

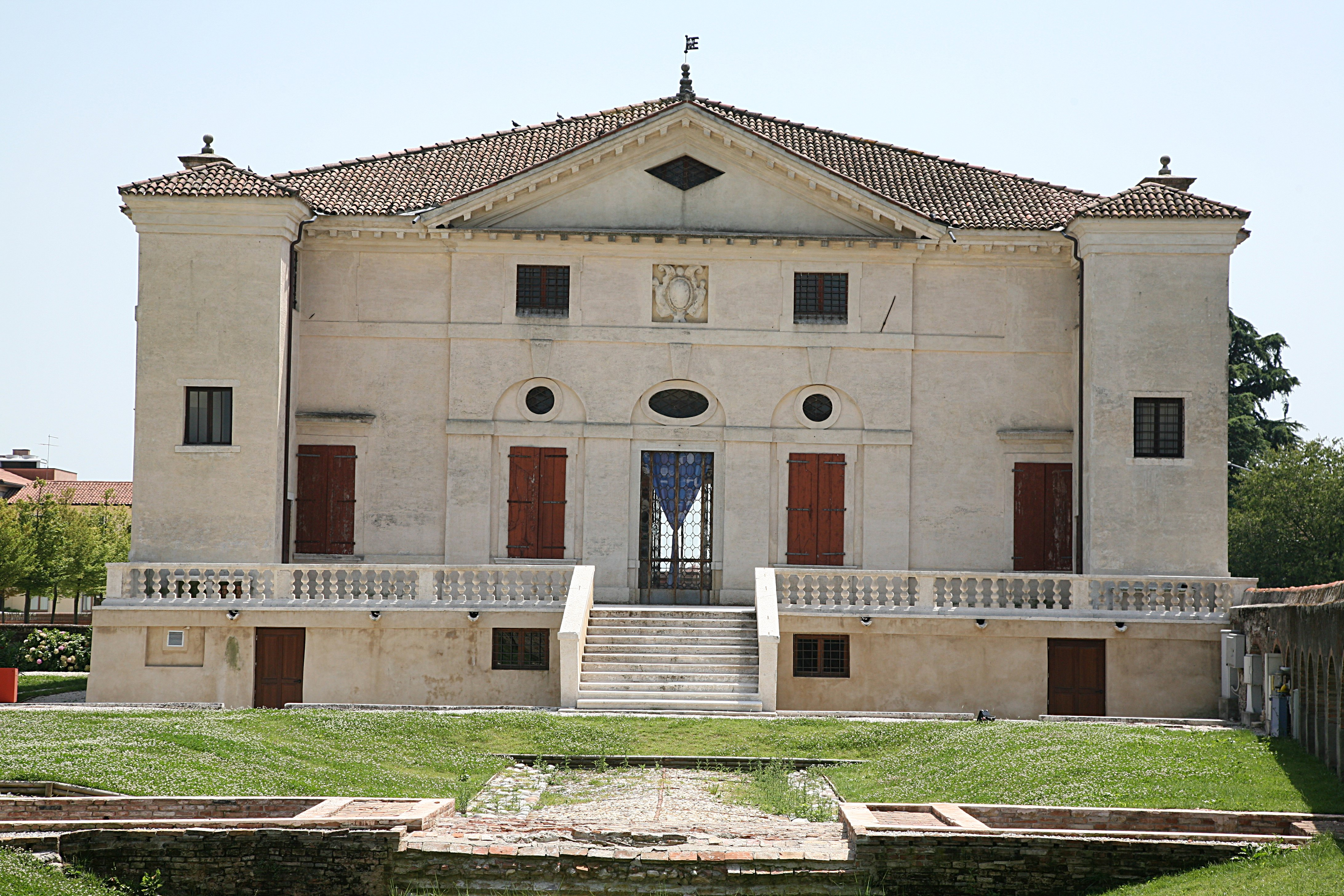
Façade arrière de la villa Caldogno.

Façade opposée à la façade principale qui a la porte principale, donnant souvent sur le parc, le jardin ou une cour.

### Façade latérale

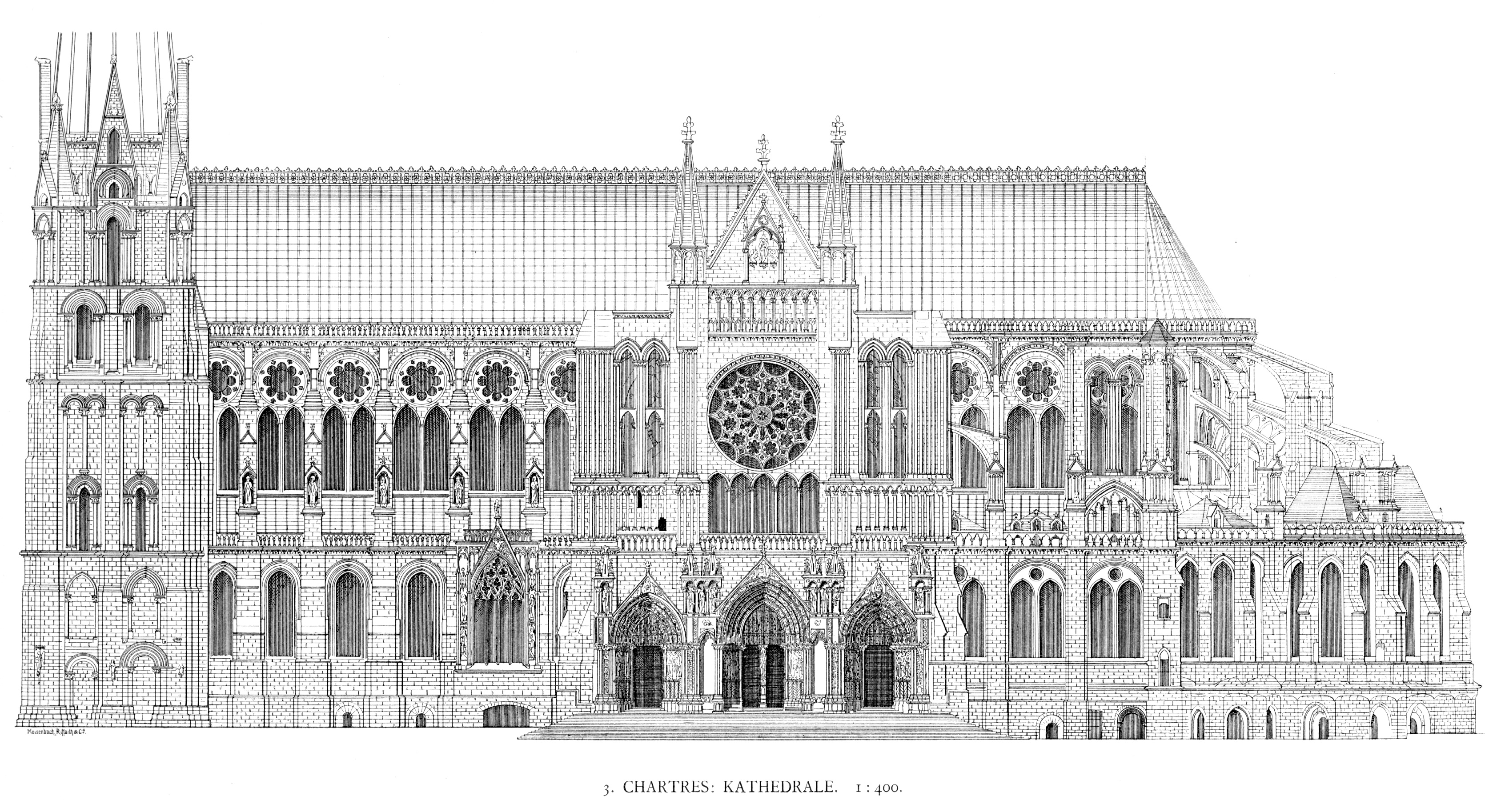
Façade latérale de la cathédrale de Chartres.

Façade d'une aile, en angle ou en retrait avec la façade du corps de bâtiment principal.

## Un élément de construction
Les éléments participant à la constitution d'une façade construite sont aussi bien des éléments du gros œuvre (au-dessus ou bien avec le soubassement s'il est traité de façon architecturale) que du second œuvre, ceux qui offrent une face visible faisant partie du parement de l'édifice. Ils offrent des volumes ne les assimilant pas à des corps de bâtiment (volumes pouvant être disjoints de l'ensemble et pouvoir garder une unité d'habitabilité) mais des avant-corps (volumes en avancée) et arrière-corps (volumes en retrait) donnant le relief de façade à compter du « nu » du mur principal.

### Façade maçonnée (classique)

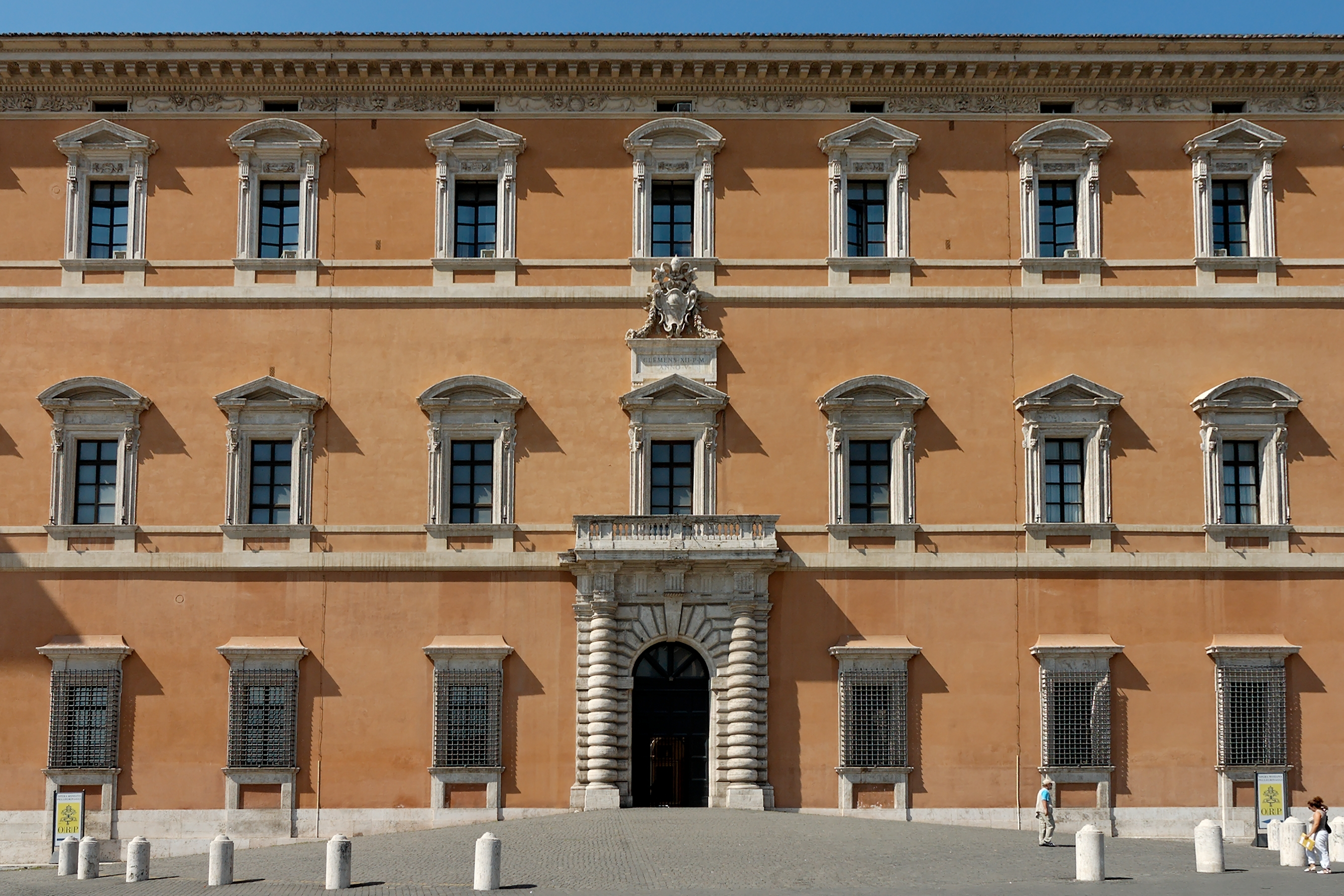
Façade du palais du Latran.

Façade maçonnée, dite « lourde » en construction moderne par opposition à « légère », constituée de murs avec baies. Sont compris les portes et degrés d'accès, le porche, les fenêtres avec volets et les balcons avec garde-corps, auvents, la descente de pluie, les ornements (balustrade, etc.), le tout surmonté éventuellement du toit à pente avec lucarnes, cheminées, gaines et chenaux qui ne sont pas dans le plan au sens large de l'élévation.

### Façade légère

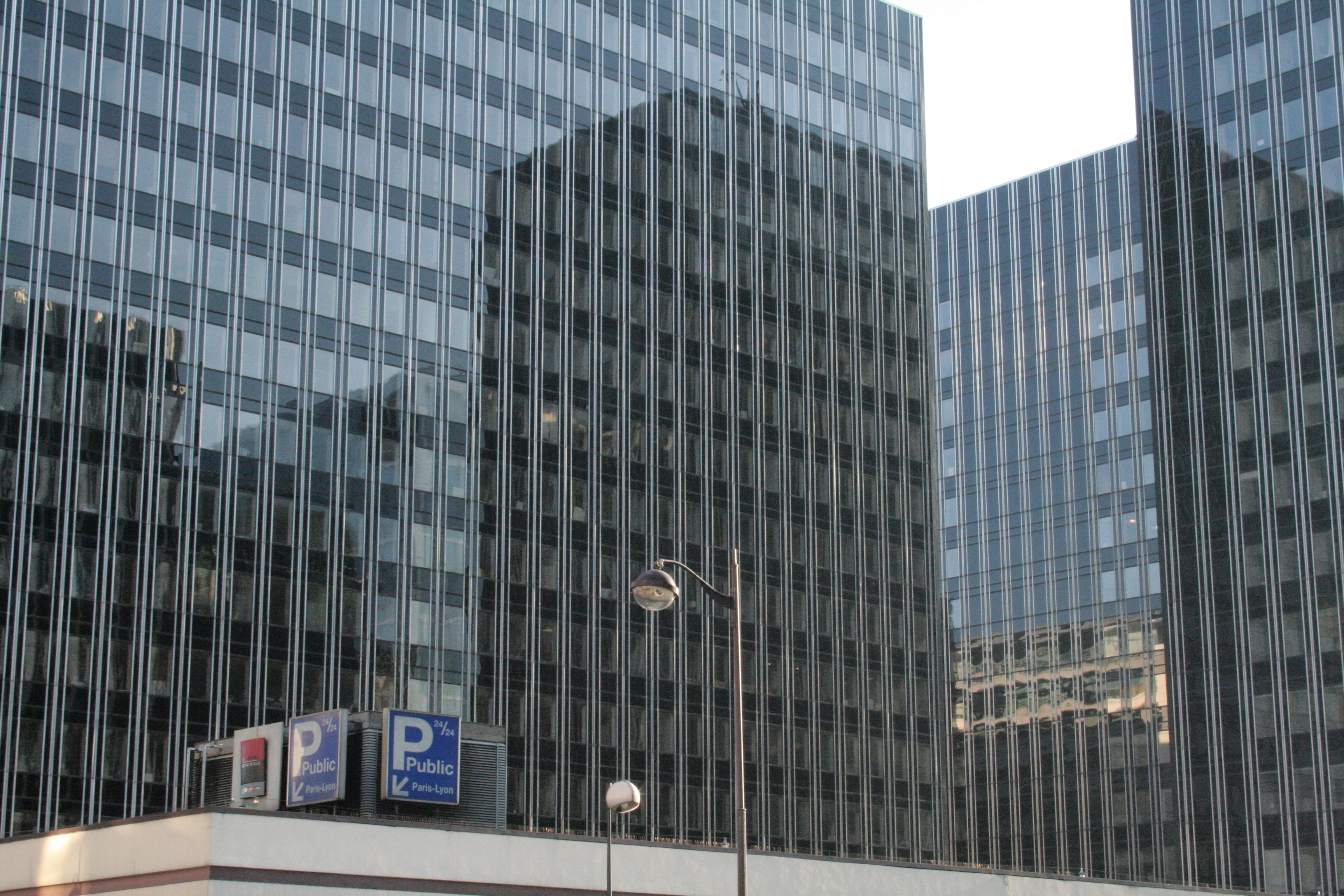
Mur rideau à Paris.

Façade constituée d'éléments ne faisant pas partie de la structure porteuse poteau dalle ou refend dalle mais peut encore faire partie du gros œuvre pour les remplissages.

## Conception des façades

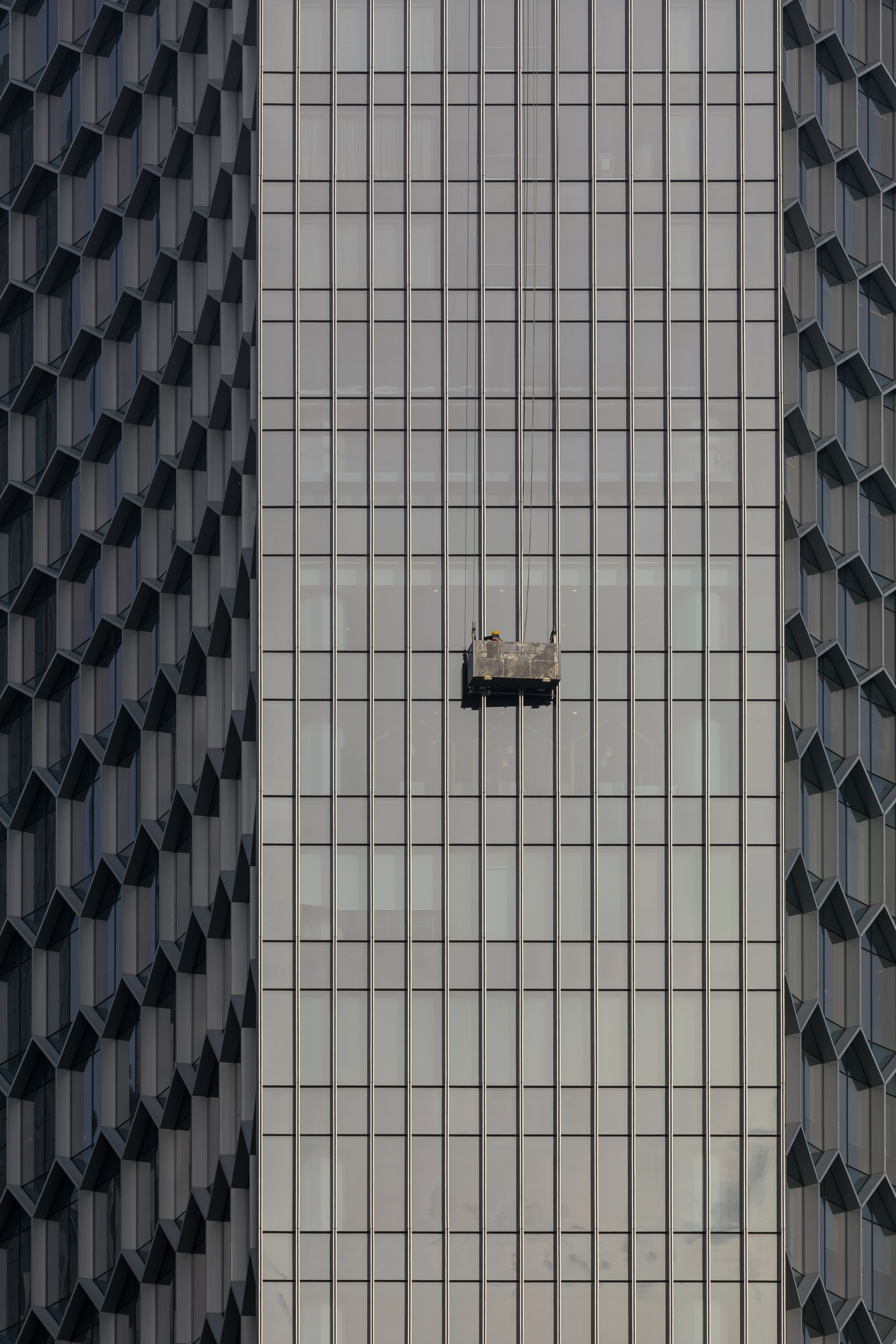
Nacelle ascenseur de façade le long des vitres de l'hôtel Andaz de Singapour avec un homme à l'intérieur lavant ou travaillant au coucher du soleil (juin 2018).

Il y a deux conceptions de parement de façades : les panneaux muraux à plusieurs épaisseurs (éléments sandwich) et les panneaux de façade suspendus ou ancrés. L'ancrage entre le parement et la structure portante est réalisé principalement en acier inoxydable. Celui-ci doit supporter avec un minimum de contraintes son propre poids, les effets de la dépression ou de la pression du vent, ainsi que les diverses déformations dues par exemple à l'action de la température.
Il existe plusieurs types de façades.
1. La fabrication d'éléments sandwich est réalisée en usine de préfabrication. Lors de la fabrication, on coule le béton de parement avec son armature et les ancres de façades incorporées. Ensuite on pose la couche d'isolant et l'armature métallique de la couche porteuse. Pour éviter des contraintes, on utilise des liaisons déformables comme des épingles, combinées avec des ancres porteuses.
2. Les panneaux de façade suspendus de grande taille sont préfabriqués en monobloc. Lors du montage sur chantier, ces panneaux de façade sont fixés par deux suspentes, par des distanceurs et/ou ancrages vent. La liaison et l'ajustement se font dans le vide entre le panneau de façade et la structure portante. Un bureau d'études détermine à l'avance le type de fixation et la technique de montage.
3. Les pierres naturelles et les dalles en béton préfabriqué suspendues de petite taille d'une surface inférieure à 1,0 m2 seront fixées à la structure selon le DTU 55.2 avec des ancres individuelles. Comme alternative, on pourra utiliser des rails de fixation en continu. À cause de la faible épaisseur (en règle générale 3 cm), la charge de rupture des goupilles sera calculée comme pour des façades en pierre.La répartition des fixations de l'assemblage pour les éléments sandwich dépend des caractéristiques des panneaux porteurs. Pour les panneaux de façade suspendus, les caractéristiques sont indépendantes de la structure de support et la fixation ultérieure permet une grande liberté de conception.En comparaison, le travail de calcul et de montage de la fixation est plus réduit pour des éléments sandwich.
4. La façade en briques maçonnées doit être supportée à chaque linteau et un fractionnement de tous les deux niveaux est impératif pour éviter les tassements différentiels. De plus, grâce au système de consoles et de cornières, il n'y a pas d'interruption de l'isolation.